# Aston Martin T-Type
L'Aston Martin T-Type va ser un model que l'empresa britànica Aston Martin va fabricar entre el 1927 i el 1928. Estava disponible en quatre portes i era presentat com un turisme de luxe. Abans de la Segona Guerra Mundial, l'empresa Aston no produïa gaire models i per aquesta raó només es van crear 14 unitats del T-Type. En l'actualitat només existeixen dos exemplars d'aquest model de 1927. Un d'aquests dos T-Types encara existents va ser comprat al Saló de l'Automòbil de Londres pel Maharajah de Patiala i posteriorment traslladat a l'Índia. Fa pocs anys va ser totalment restaurat i avui en dia és el tercer Aston més antic en funcionament.